# 1756 в Україні

## Особи

### Народились
- 27 лютого Безбородько Ілля Андрійович (1756—1815) — український шляхтич, генерал-поручик, граф, сенатор Російської імперії, дійсний таємний радник.
- 28 листопада Прокопович Андрій Семенович (1756—1826) — український освітній та релігійний діяч, краєзнавець, письменник та історик Слобідської України.
- Гладкий Кирило Семенович (1756—1831) — цивільний губернатор Херсонський та Катеринославський, дійсний статський радник.
- Лакерда Пилип Іванович (1756—1827) — київський купець 3-ї гільдії, діяч київського магістрату, війт Києва в 1813—1814 роках.
- Сандул-Стурдза Яків Тимофійович (1756 — після 1810) — український лікар; автор першого в Російській імперії дослідження прокази.

### Померли
- Горленко Андрій Дмитрович (1680—1756) — наказний Гетьман України під час Північної війни (1705), пізніше — союзник Швеції.

## Засновані, зведені
- Кловський палац
- Успенський храм (Узин)
- Церква святого апостола Андрія Первозванного (Старий Олексинець)
- Блажіївка
- Галків
- Губарі